# Hänichener Steinkohlenbauverein

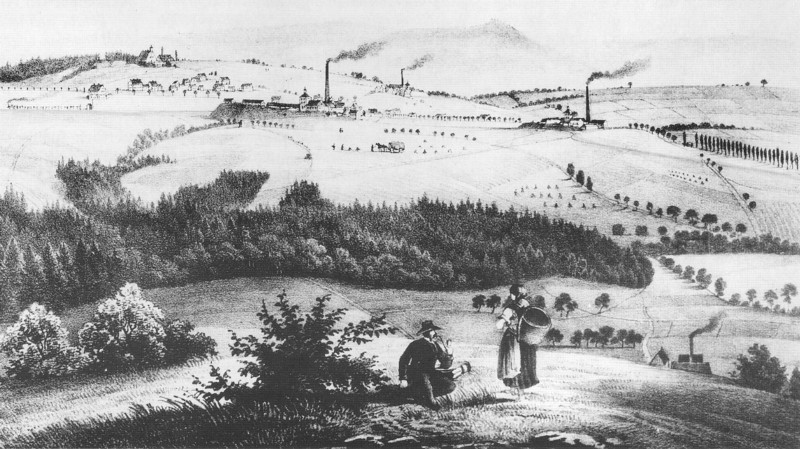
Beckerschacht, Beharrlichkeitsschacht und Berglustschacht von der Wilmsdorfer Höhe gesehen (Lithografie, um 1862)

Karte des Grubenfelds

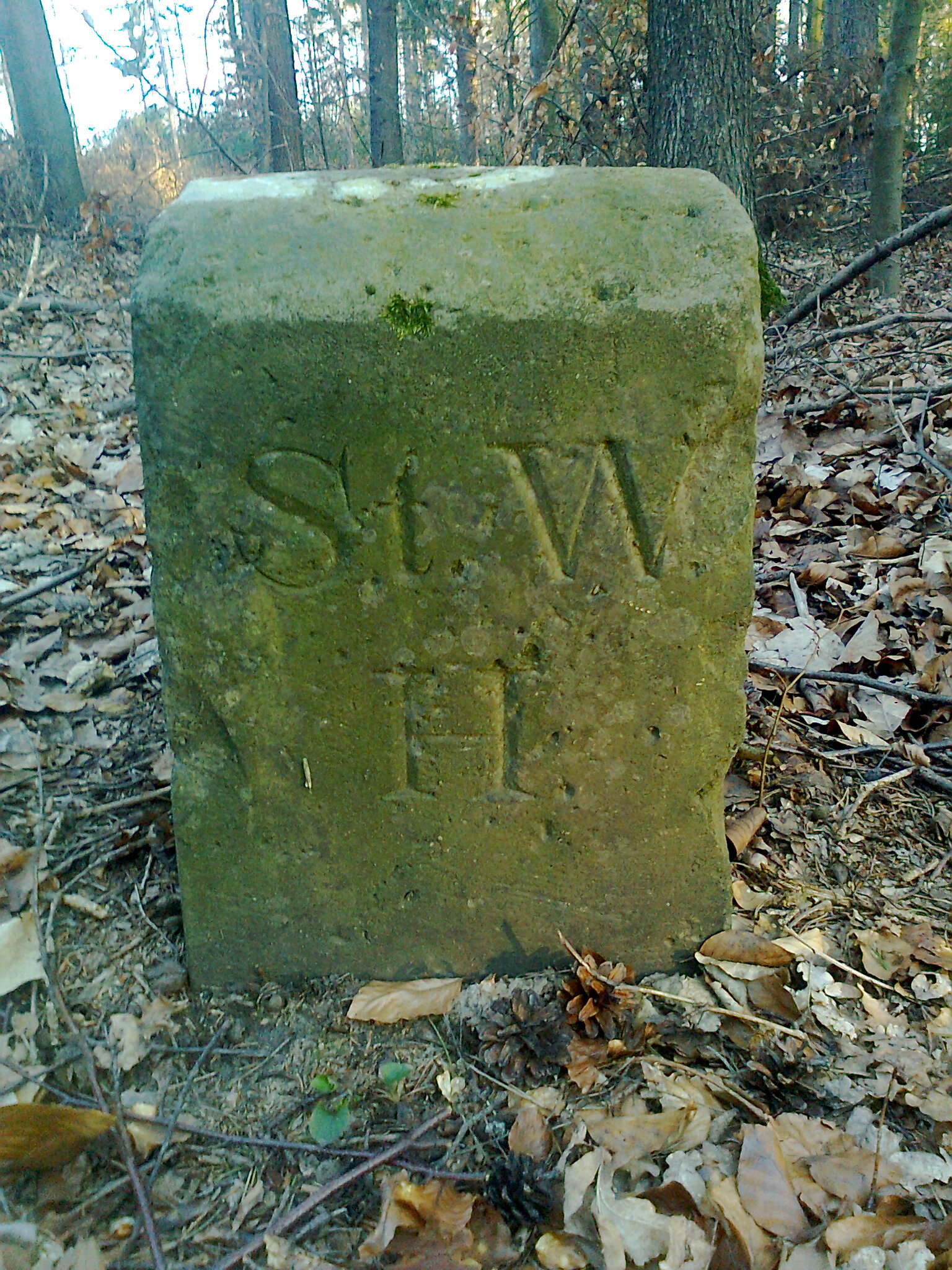
Grenzstein des Hänichener Steinkohlenbauvereins im Poisenwald

Der Hänichener Steinkohlenbauverein war ein Montanunternehmen auf Steinkohle in Hänichen bei Dresden. Das Grubenfeld befand sich auf den Fluren der heutigen Gemeinde Bannewitz.

## Geschichte
Der Hänichener Steinkohlenbauverein konstituierte sich am 3. Oktober 1846. Am 7. November 1846 wurde der Hänichener Steinkohlenbergbauverein zu Dresden mit einem Aktienkapital von 180.000 Mark gegründet. Dem folgten 2 Kapitalerhöhungen. Im Jahr 1850 um 240.000 Mark und im Jahr 1853 um 300.000 Mark. Der Nennwert der Aktien betrug jeweils 300 Mark. Das Grubenfeld umfasste neben der Flur von Hänichen auch die von Wilmsdorf und Rippien.
Als ersten Schacht teufte man 1846 den Beckerschacht in Hänichen. Dazu kamen 1850 der Beharrlichkeitsschacht in Rippien und 1852 der Berglustschacht in Wilmsdorf. Es handelte sich durchweg um moderne, tiefe Schachtanlagen mit massivem Treibehaus („Malakoffturm“) und Dampffördermaschine. Problematisch war die Lage des Grubenfeldes im Bereich der größten Verwerfungen im Döhlener Becken, dem „Roten Ochsen“ mit einer Sprunghöhe von mehr als hundert Metern und der vorgelagerten „Beckerschachtverwerfung“. Dazu kam noch eine geringe Mächtigkeit des Flözes von zwei bis drei Metern, die den Abbau vergleichsweise teuer machte.
Bedingt durch die abseitige, verkehrsungünstige Lage der Gruben gehörte der Hänichener Steinkohlenbauverein zu den wichtigsten Initiatoren einer Eisenbahnlinie zur Abfuhr der geförderten Kohlen, dem Bau der Albertsbahn genannten Bahnlinie von Dresden durch den Plauenschen Grund nach Tharandt. Am 7. Februar 1853 unterzeichneten die Direktoren des Hänichener Steinkohlenbauvereins, der Kaufmann Emil Becker und der Apotheker Otto Schneider, in ihrer Eigenschaft als Direktor (E. Becker) und stellvertretender Vorsitzender (O. Schneider) der Albertsbahn Gesellschaft mit Guido Brescius den Vertrag zum Bau der Bahnlinie. Am 31. Mai 1855 wurde der Vertrag zum Anschluss der Schächte des Hänichener Steinkohlenvereins an die Albertbahn abgeschlossen. Die Inbetriebnahme erfolgte am 1. April 1857.
Bis 1869 übernahm der Hänichener Steinkohlenbauverein noch die Grubenfelder des Golberoder-Dippoldiswalder Aktienvereins (Dippoldschacht) und des Dresden-Possendorfer Aktienvereins (Hermannschacht), ohne dort die Förderung wieder aufzunehmen.
1875 geriet der Hänichener Steinkohlenbauverein durch die „Entweichung“ des Direktors Richard Beck in eine wirtschaftliche Schieflage. Der dadurch entstandene Verlust betrug insgesamt 298.408 Mark. Unter Leitung des 1874 angestellten Bergverwalters Richard Baldauf wurden die Vorgänge um Beck näher untersucht und die technische Weiterentwicklung der Gruben wieder gezielt vorangetrieben. Er wies nach, dass die Kohlevorräte bei gleichbleibender Förderung noch 30 Jahre reichen würden. Zu jener Zeit gewann man etwa eine Million Scheffel Steinkohle im Jahr.
Nach einem letzten Höhepunkt der Kohleförderung mit 91.138 Tonnen im Jahr 1900 sank das Ausbringen bis zum letzten vollen Geschäftsjahr 1905 auf 41.112 Tonnen.
Nach der Erschöpfung der wirtschaftlich gewinnbaren Kohlenvorräte begann am 2. Mai 1906 die Liquidation des Unternehmens. Der Betrieb wurde dann im Juli 1906 eingestellt.
Am 18. Mai 1906 strich das Amtsgericht Dresden den Hänichener Steinkohlenbauverein von der Gewerbeliste. Die Liquidation wurde am 21. Mai 1913 beendet.
| Name                           | Zeitraum  |
| ------------------------------ | --------- |
| Otto Schneider                 | 1855–1866 |
| Richard Beck                   | 1867–1875 |
| Ernst Eduard Conrad Rüger      | 1876–1877 |
| Robert Paul Kanitz             | 1878–1884 |
| Carl Hermann Koch              | 1885–1897 |
| Carl Hermann Paul Dornblut     | 1898–1902 |
| Julius Dannenberg              | 1903–1906 |
| Alexander Schönfeld Liquidator | 1907–1911 |

## Steinkohlengruben
- Beckerschacht (⊙;1846–1906)
- Beharrlichkeitsschacht (⊙;1850–1906)
- Berglustschacht (⊙;1852–1905)